# Zimmerberg
Der Zimmerberg ist eine Hügelkette im Schweizer Kanton Zürich, die sich zwischen dem linken Zürichseeufer und dem Sihltal erstreckt. Der Name leitet sich ab vom althochdeutschen Wort zimbar und bedeutet ‘Bauholz’. Der höchste Punkt liegt beim gleichnamigen Weiler und beträgt 769 m ü. M.

## Lage
Der Zimmerberg ist eine Seitenmoräne des Linthgletschers und verläuft parallel zum Albis. Dazwischen liegt das Sihltal. Durch den Zimmerberg führt der einspurige Zimmerbergtunnel von Horgen Oberdorf nach Sihlbrugg Station, der zur Zürcher Zufahrt zur Gotthardbahn gehört und 1897 von der Schweizerischen Nordostbahn (NOB) eröffnet wurde, die seit der Verstaatlichung von 1902 einen Teil der Schweizerischen Bundesbahnen (SBB) bildet.
Parallel unter der Zimmerbergkette verläuft zwischen Zürich und Rüschlikon die gebaute erste Etappe des Zimmerberg-Basistunnels, der mitten im Zimmerberg endet und über eine unterirdische Verzweigung nach Thalwil führt. Die Längsquerung der Hügelkette wurde vor allem aufgrund der relativ dichten Bebauung beider Hügelflanken gewählt.
Zimmerberg steht zudem auch für viele regionale Einrichtungen am linken Zürichseeufer. Die kantonale Planungsregion Zimmerberg ist mit dem Bezirk Horgen identisch.

## Galerie

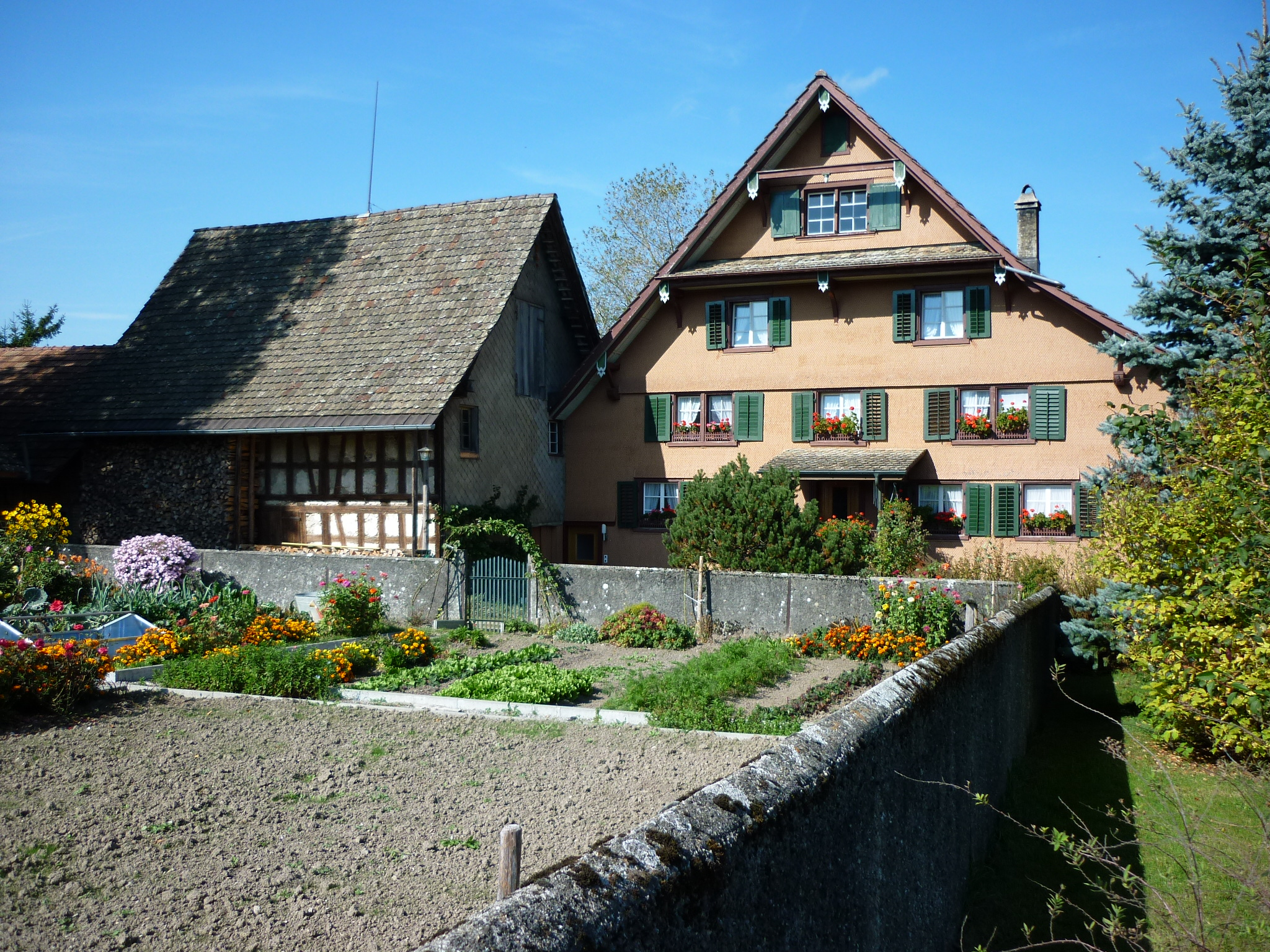
Hof Zimmerberg in der Nähe des höchsten Punktes